# Chilicola benoistiana
Chilicola benoistiana är en biart som beskrevs av Michener 2002. Chilicola benoistiana ingår i släktet Chilicola och familjen korttungebin. Inga underarter finns listade i Catalogue of Life.